# Tomáš Pavelka (stolní tenista)
Tomáš Pavelka (* 10. února 1980) je současný český stolní tenista hrající za tým KT Praha. Je bývalým členem mužské reprezentace a medailista z mistrovství Evropy družstev. Na světovém žebříčku ITTF byl nejlépe umístěný v roce 2005, kdy byl na 88. místě. Jedním z jeho největších úspěchů je titul mistra republiky z roku 2004. Dlouho působil v německé Bundeslize, ale v roce 2016 se vrátil zpět do české extraligy do klubu TTC Františkovy Lázně a v roce 2017 pak přestoupil do KT Praha.